# Lilli Falk
Lilli Falk (* 2009 in Plauen) ist eine deutsche Kinderdarstellerin.

## Leben
Falk wurde 2009 geboren. Im Sommer 2021 drehte sie unter der Regie von Jonathan Glazer den Film The Zone of Interest, in welchem sie die Rolle der ältesten Tochter Heidetraut übernahm. Der Film wurde 2023 bei den Internationalen Filmfestspielen in Cannes uraufgeführt und gewann im Hauptwettbewerb den Großen Preis der Jury.
Für den SWR/KIKA drehte sie 2022 für die Serie Mein Traum meine Geschichte in der Rolle als Sally.
2023 wurde bekannt, dass sie eine der Hauptrollen (Holly) in den anstehenden drei Verfilmungen der Kinder- und Jugendbuchserie Woodwalkers übernehmen soll.

## Filmografie
- 2023: The Zone of Interest (Kinofilm)
- 2024: Mein Traum, meine Geschichte (Fernsehserie, 1 Folge)
- 2024: Woodwalkers